# Katar a 2020. évi téli ifjúsági olimpiai játékokon
Katar a Lausanneban megrendezett 2020. évi téli ifjúsági olimpiai játékok egyik részt vevő nemzete volt.

## Jégkorong

### Fiú
| Versenyző        | Csapat        | Versenyszám        | Csoportmérkőzések  | Csoportmérkőzések   | Csoportmérkőzések    | Csoportmérkőzések    | Csoportmérkőzések     | Csoportmérkőzések    | Csoportmérkőzések | Csoportmérkőzések | Elődöntő     | Döntő / HO   | Döntő / HO |
| Versenyző        | Csapat        | Versenyszám        | Csoport- kör       | Csoport- kör        | Csoport- kör         | Csoport- kör         | Csoport- kör          | Csoport- kör         | Csoport- kör      | Hely.             | Csoport- kör | Csoport- kör | Hely.      |
| ---------------- | ------------- | ------------------ | ------------------ | ------------------- | -------------------- | -------------------- | --------------------- | -------------------- | ----------------- | ----------------- | ------------ | ------------ | ---------- |
| Thawab Al-Subaey | Szürke csapat | 3 × 3-as jégkorong | Zöld csapat V 6–14 | Barna csapat V 6–16 | Piros csapat GY 13–9 | Fekete csapat V 8–16 | Narancs csapat GY 5–2 | Sárga csapat GY 11–8 | Kék csapat GY 9–8 | 5.                | Kiesett      | Kiesett      | Kiesett    |